# Beishanlong
Beishanlong – rodzaj teropoda z grupy ornitomimozaurów (Ornithomimosauria) żyjącego we wczesnej kredzie na terenie dzisiejszej Azji. Został opisany w oparciu o niekompletny szkielet pozaczaszkowy odkryty w datowanych na apt-alb osadów Grupy Xinminpu na północy prowincji Gansu w Chinach. Beishanlong jest jednym z największych znanych przedstawicieli kladu Ornithomimosauria – lewa łopatka i prawa kość strzałkowa mierzyły po 62,2 cm długości, lewa kość ramienna 46,5 cm, a lewa kość udowa 66 cm długości, przy czym osobnik, którego kości odnaleziono, prawdopodobnie nie zakończył jeszcze okresu wzrostu. Beishanlong przypomina budową innego wczesnokredowego ornitomimozaura z rodzaju Harpymimus, który według przeprowadzonej analizy filogenetycznej jest jednym z jego najbliższych krewnych. Z analizy filogenetycznej przeprowadzonej przez autorów opisu Beishanlong wynika, że rodzaje Beishanlong i Harpymimus są w nierozwikłanej politomii z kladem obejmującym rodzaj Garudimimus i rodzinę Ornithomimidae. Z późniejszej analizy filogenetycznej przeprowadzonej przez Lee i współpracowników (2014) wynika z kolei, że Beishanlong był taksonem siostrzanym do kladu obejmującego rodzaje Garudimimus i Deinocheirus; te trzy rodzaje tworzyły z kolei klad siostrzany do rodziny Ornithomimidae. Na tej podstawie autorzy zaliczyli rodzaje Beishanlong i Garudimimus do rodziny Deinocheiridae, tj. do kladu obejmującego gatunek Deinocheirus mirificus i wszystkie taksony mające bliższego ostatniego wspólnego przodka z nim niż z Ornithomimus velox.
Beishanlong wraz z terizinozauroidem Suzhousaurus i owiraptorozaurem Gigantoraptor dostarcza dowodów na zachodzące w krótkim czasie ewolucję zbieżną i gigantyzm u przedstawicieli różnych grup prawdopodobnie roślinożernych celurozaurów na terenach Azji Środkowej.